# أولغا هولتز
أولغا هولتز (الروسية: Ольга Владимировна Гольц) هي رياضياتية وأستاذة جامعية روسية، ولدت في 19 أغسطس 1973 في تشيليابنسك في روسيا.